# Luis Cordara
Luis Cordara (Buenos Aires, 5 de octubre de 1943-ibidem, 12 de diciembre de 2003) fue un actor de reparto conocido por sus papeles para televisión. 

## Biografía
Luis Cordara desde sus inicios se dedicó a la actuación tanto en numerosas películas argentinas como en teatro y en televisión,esta última generalmente acompañado por el actor Guillermo Francella.También fue un dedicado docente de teatro.

## Cine
En la pantalla grande comenzó con el drama Los traidores en 1973, en el papel del segundo operario, junto a Lautaro Murúa, Susana Lanteri, Pachi Armas y Osvaldo Santoro.
En 1974 vino con un filme de Alberto Abdala, llamado Agentes secretos contra Guante Verde con Tito Alonso.
Un año más tarde, en 1975 vuelve con Más allá del sol, un drama protagonizado por María Rosa Gallo, Pablo Alarcón y Maurice Jouvet. En ese mismo año hizo La guerra del cerdo, junto a los grandes José Slavin, Marta González y Víctor Laplace.
En 1977 trabajó en El productor de espectáculos al lado de Don Alias, Cecilia Cenci y Camila Perissé.
En 1978 actuó en el drama Comedia rota con Gianni Lunadei, Elsa Daniel, Arturo García Buhr y Thelma Stefani.
En 1980 formó parte del elenco de la comedia Los superagentes contra todos con el trío de  Ricardo Bauleo, Víctor Bó y Julio De Grazia, la cual fue censurada por contenidos que se oponían al régimen militar de aquel entonces.
Junto a Guillermo Francella y Emilio Disi protagonizó en 1989 la secuela Bañeros II, la playa loca.
En 1990 actúa en Un ladrón, un violador y dos mujeres un Thriller de serie B y en la película Proceso interior.
En 1991 actúa en la película El travieso protagonizada por Guillermo Francella.

## Televisión
En los años 1970 hizo el papel de Francisco "El Torero" en la poca exitosa telenovela Ser un hombre con Rodolfo Bebán y Luisina Brando. 
En 1981 participó en un episodio Veinticuatro horas antes de la decisión de Las 24 horas por Canal 13.
En televisión se hizo famoso por su papel de Toño, el mejor amigo de Guillermo Francella en la telecomedia de Canal 13, De carne somos, durante 1988 y  1989, sus dos temporadas.
En 1989 actuó en el episodio n° 13 (Profecías son profecías) del programa cómico Las comedias de Darío Vittori en la que hizo el papel de Paco. Compartió escena con Darío Vittori, Alicia Aller, Adriana Salgueiro, Alejandra Darín, Adrián Suar y Emilio Vidal.
En 1990 actuó en un capítulo de la comedia Amigos son los amigos, protagonizada por Carlos Calvo y Pablo Rago.
En 1991 trabajó en la comedia dramática, El árbol azul,con Mónica Gonzaga y Carlos Muñoz.En ese mismo año actuó en varios episodios de la telenovela  Cosecharás tu siembra, estelarizado por Luisa Kuliok y  Osvaldo Laport.
En 1997 participó de la telenovela Naranja y media por Telefé. 
Su última actuación fue en el unitario El hombre,protagonizado entre otros por Oscar Martínez, Pablo Rago y Virginia Innocenti.

## Teatro
Cordara participó en numerosas obras teatrales como Túpac Amaru (junto a Federico Luppi y Thelma Biral),
Mi amigo Palito (con Palito Ortega y Juan Pablo Carrasco) y
De carne somos (obra teatral de 1989).
Luego se dedicó exclusivamente a la docencia hasta su muerte en 2003.